# Jacques Errera

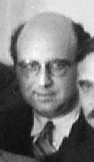
Jacques Errera

Jacques Jean Joseph Baptiste Errera (Ukkel, 25 september 1896 - Brussel, 30 maart 1977) was een Belgisch natuur- en scheikundige en hoogleraar.

## Levensloop
Jacques Errera was een zoon van Paul Errera en van Isabelle Goldschmidt.
Hij promoveerde tot doctor in de toegepaste wetenschappen en tot doctor in de scheikunde aan de Université libre de Bruxelles en aan de universiteit van Leipzig. Hij studeerde ook nog aan het Pasteurinstituut en aan het Collège de France.
Hij werd hoogleraar aan de Université libre de Bruxelles en kreeg in 1938 de Francquiprijs. In de jaren 1930 nam hij deel aan de Solvayconferenties, die talrijke onder de belangrijkste wetenschappers in Brussel bijeenbrachten.
In 1939 stuurde hij zijn gezin naar Princeton in de Verenigde Staten. Hijzelf bleef in België en voegde zich bij het leger. Als officier was hij verantwoordelijk voor het beheer van toxische gassen. In 1941 was zijn toestand als Jood onhoudbaar geworden. Hij slaagde er in naar Portugal te vluchten en van daar de Verenigde Staten te bereiken, waar hij tot in 1945 in New York verbleef.
Terug in België werd hij Hoog Commissaris voor Atoomenergie (1959-1970) en wetenschappelijk adviseur voor het Wetenschappelijk Onderzoek bij de eerste minister.
Voor de oorlog knoopte hij vriendschap aan met Albert Einstein, die bij hem logeerde wanneer hij naar Brussel kwam. Hij werd ook goed bevriend met de koningen Leopold III en Boudewijn. Zoals zijn ouders het hem hadden voorgedaan maakte hij van het Hotel Errera in de Koningsstraat een gastvrije ontmoetingsplaats.
In zijn latere levensjaren interesseerde hij zich voor paranormale verschijnselen, hypnose en magnetisme.
Hij was getrouwd met de beeldhouwster en schilderes Jacqueline Baumann (1902-1960) die behoorde tot een Joodse familie uit de Elzas en die zich tegen het einde van haar leven tot het katholicisme bekeerde. Hun zoon, Paul Errera, werd psychiater en hoogleraar aan de Yale University.
Jacques Errera was de laatste bewoner van de familie in het Hotel Errera.

## Publicaties
Errera heeft onder meer de volgende werken gepubliceerd over zijn vakgebied:
- Polarisation diélectrique. Réfraction des radiations depuis les rayons X jusqu'aux ondes hertziennes, Recueil des conférences-rapports de documentation sur la physique, Parijs, Presses universitaires de France, 1928.
- (samen met Y. Hirshberg) Potentiometric analysis of pure animal proteins, 1933.
- Le moment électrique en chimie et en physique, moment électrique et structure moléculaire, Parijs, Hermann, 1935.
- Le moment électrique en chimie et en physique, généralités et méthodes, Parijs, Hermann, 1935.
- Chimie physique nucléaire appliquée, Parijs, Masson, 1955.
- Euratom, 1958.

## Errerafonds
Het Errerafonds, gedeponeerd in het Rijksarchief in Brussel, loopt van 1850 tot 1992. Het behelst:
- Documenten en foto's die betrekking hebben op Isabelle Errera, Paul en Jacques Errera.
- Veel briefwisseling van Marie Oppenheim, Isabelle, Paul en Maurice Errera. Het gaat zowel om privébrieven als om documenten over het patrimonium van de familie.
- Brieven van Jacques Errera aan zijn ouders tijdens de Eerste Wereldoorlog.
- Documenten betreffende het burgemeesterschap in Ukkel van Paul Errera.
- De briefwisseling tussen Marie Oppenheim en haar leermeester Ferdinand Gravrand.
- Een dossier betreffende de activiteiten van Jacqueline Errera-Baumann, als lid van de Belgian War Relief USA tijdens de Tweede Wereldoorlog.